# 3-й Белорусский фронт
«3-й Белору́сский фронт» (сокращ. «3Бел. Ф») — оперативно-стратегическое объединение Рабоче-крестьянской Красной армии (РККА) Вооружённых сил СССР в годы Великой Отечественной войны (1941—1945).
Образован на западном направлении 24 апреля 1944 года на основании директивы Ставки ВГК в результате разделения Западного фронта на 2-й и 3-й Белорусские фронты. Расформирован 15 августа 1945 года на основании приказа НКО СССР полевое управление обращено на формирование управления Барановичского военного округа.

## Состав фронта
Первоначально в состав 3-го Белорусского фронта были включены 5-я, 31-я, 39-я армии и 1-я воздушная армия. В последующем в него входили 2-я и 11-я гвардейские, 3-я, 21-я, 28-я, 33-я, 43-я, 48-я, 50-я армии, 5-я гвардейская танковая и 3-я воздушная армии.

#### Подчиненные воинские части
(в хронологическом порядке):
Оперативная группа Белорусского штаба партизанского движения военного совета
24.04 — 15.10.1944
учебная команда Управления войск НКВД охраны тыла Действующей армии0
24.04.1944 — 2.04.1945
120 гв отдельный авиационный полк гражданского воздушного флота
24.04.44 — 9.05.45
203 походная обозно-ремонтная мастерская
24.04.44 — 9.05.45
35 обмывочно-дезинфекционная рота
24.04.44 — 9.05.45
137 автосанитарная рота
24.04.44 — 9.05.45
4 Дивизионная артиллерийская ремонтная мастерская
24.04.44 — 9.05.45
62 патологоанатомическая лаборатория
24.04.44 — 9.05.45
1 моторизованная разведывательная рота
24.04.44 — 9.05.45
отдельная местная стрелковая рота
24.04.44 — 9.05.45
7 отдельный стрелковый батальон Управления контрразведки «СМЕРШ»
24.04.44 — 9.05.45
6 отдельная запасная рота хим защиты
24.04.44 — 9.05.45
63 отдельный полк резерва офицерского состава
24.04.44 — 9.05.45
Управление войск НКВД охраны тыла
24.04.44 — 9.05.45
учебная команда Управления войск НКВД охраны тыла Действующей армии
24.04.44 — 9.05.45
18 отдельная рота медицинского усиления
24.04.44 — 9.05.45
4925 эвакуационный госпиталь
24.04.44 — 9.05.45
Отдел НКВД по делам военнопленных при УТ
24.04.44 — 9.05.45
85 эвакуационная рота
24.04.44 — 9.05.45
75 эвак рота
24.04.44 — 9.05.45
68 эвакуационная рота
24.04.44 — 9.05.45
55 эвак рота
24.04.44 — 9.05.45
53 эвакуационная (эвакотракторная) рота
24.04.44 — 9.05.45
11 эвак рота
24.04.44 — 9.05.45
7 эвак рота
24.04.44 — 9.05.45
8 отдельный ремонтно-восстановительный батальон
24.04 — 31.05.1944
31 отдельная зенитная артиллерийская батарея
24.04.44 — 9.05.45
18 отдельная зенитная арт батарея
24.04.44 — 9.05.45
17 отдельная зенитная арт батарея
24.04.44 — 9.05.45
16 отдельная зенитная арт батарея
24.04.44 — 9.05.45
1327 эвак госпиталь
24.04.44 — 9.05.45
115 полевой подвижной госпиталь
24.04.44 — 9.05.45
1 воздушная армия
24.04.44 — 9.05.45
3 отдельный учебный танковый полк
24.04.44 — 9.05.45
5 армия
24.04.44 — 20.04.45
Оперативная группа ГМЧ (начальник группы генерал-лейтенант Ниловский)
24.04 — 31.08.1944
36 отдельный полк связи
24.04.44 — 9.05.45
2 армейская оперативная группа ГМЧ (начальники группы полковники Юсупов, Пуховкин, Виниченко и Мартынов)
24.04 — 31.08.1944
304 отдельный пулеметный батальон
24.04 — 27.06.1944
5 отдельная армейская рота воздушного наблюдения, оповещения и связи
24.04.44 — 9.05.45
22 Управление оборонительного строительства
24.04.44 — 9.05.45
1621 отдельная рота связи
24.04.44 — 9.05.45
268 отдельный автотранспортный батальон
24.04 — 25.07.1944
31 армия
24.04.44 — 11.05.45
248 отдельная рота автоцистерн
24.04.44 — 9.05.45
640 отдельная автотранспортная рота
24.04.44 — 9.05.45
19 отдельный моторизованный понтонно-мостовой батальон
24.04.44 — 9.05.45
1845 эвак госпиталь
24.04.44 — 9.05.45
44 отдельный учебный дивизион резерва офицерского состава артиллерии
24.04.44 — 9.05.45
29 отдельный запасной саперный батальон
24.04.44 — 9.05.45
208 фронтовой запасный стрелковый полк
24.04.44 — 9.05.45
4 отдельный зенитный арт дивизион
24.04 — 15.07.1944
202 фронтовой запасный стрелковый полк
24.04.44 — 9.05.45
64 отдельный зенитный арт дивизион
24.04.44 — 9.05.45
500 отдельный зенитный арт дивизион
24.04.44 — 9.05.45
39 армия
24.04 — 3.07.44
525 отдельный зенитный арт дивизион
24.04.44 — 9.05.45
6 отдельный батальон охраны
18.05.44 — 9.05.45
3 гв танковый корпус
27.05 — 7.06.1944
11 гв армия
28.05.44 — 12.02.45
29 танковый корпус
1.06 — 16.08.44
3 гв кавалерийский корпус
4.06 — 15.07.1944
127 гв бомбардировочный авиационный полк
22.06 — 14.07.1944
5 гв танковая армия
23.06 — 17.08.1944
344 стрелковая дивизия
5.07 — 05.09.1944
33 армия
6.07 — 9.09.1944
39 армия
16.07.44 — 12.02.45
2 гв танковый корпус
1.08.44 — 31.05.45
58 подвижная ремонтная мастерская гвардейских минометных частей
20.08.44 — 9.05.45
19 стрелковый корпус
27.08 — 1.09.1944
28 армия
13.10.44 — 31.03.45
1 танковый корпус
19.10.44 — 13.02.45
3 гв кавалерийский корпус
21.10 — 5.12.1944
Инспекция управления военного снабжения НКВД СССР при УТ
27.10.44 — 9.05.45
7 гв механизированный корпус
28.10 — 25.11.1944
21 армия
7-30.11.1944
2 пушечный артиллерийский полк
14.12.44 — 9.05.45
2 гв армия
20.12.44 — 9.05.45
53 подвижная ремонтная мастерская гвардейских минометных частей
28.12.1944 — 09.04.1945
379 центральная перевалочная база гсм
16.01 — 9.05.1945
43 армия
20.01 — 12.02.1945
2799 инженерный склад 3 Бел фронта
25.01 — 9.05.1945
36 стрелковый корпус
30.01 — 5.02.1945
50 армия
11.02 — 9.05.1945
3 армия
11.02 — 1.04.1945
48 армия
11.02 — 9.05.1945
5 гв танковая армия
11-28.02.1945
124 стрелковая дивизия
12.02 — 30.04.1945
43 армия
25.02 — 30.04.1945
39 армия
25.02 — 30.04.1945
3 воздушная армия
25.02 — 6.05.1945
11 гв армия
25.02 — 9.05.1945
770 отдельная автотранспортная рота
1.04 — 9.05.1945
фронтовая обозно-хозяйственная мастерская
25.04 — 9.05.1945

## Участие в операциях и сражениях
В ходе Белорусской операции 1944 года фронт провёл Витебско-Оршанскую (совместно с 1-м Прибалтийским фронтом), Вильнюсскую и Каунасскую операции. Его войска продвинулись на глубину 500 км, освободили города Витебск, Орша, Борисов, Минск, Молодечно, Вильнюс, Каунас и другие, вышли к государственной границе СССР с Восточной Пруссией.
В начале октября 1944 года фронт силами 39-й и 1-й воздушной армий участвовал в Мемельской операции 1-го Прибалтийского фронта, в результате которой была изолирована и прижата к Балтийскому морю курляндская группировка противника.
Во второй половине октября 1944 года силами фронта была проведена Гумбиннен-Гольдапская операция, в ходе которой войска фронта продвинулись на глубину от 30 до 60 км в Восточную Пруссию и в Северо-Восточную Польшу, овладели городами Шталлупенен (Нестеров), Голдап, Сувалки.
В январе-апреле 1945 года войска 3-го Белорусского фронта участвовали в Восточно-Прусской стратегической операции, в ходе которой 13-21 января провели Инстербургско-Кёнигсбергскую операцию.
Во взаимодействии со 2-м Белорусским фронтом они прорвали глубоко эшелонированную оборону, продвинулись на глубину 70-130 км, вышли на подступы к Кёнигсбергу и блокировали восточно-прусскую группировку противника, а затем (13-29 марта) ликвидировали её и вышли к заливу Фришес-Хафф.
С 6 по 9 апреля 1945 года войска фронта провели Кёнигсбергскую операцию, в результате которой штурмом овладели крепостью и городом Кёнигсберг (ныне — Калининград).
25 апреля 1945 года, завершив ликвидацию земландской группировки войск противника, овладели портом и городом Пиллау.

## Расформирование фронта
15 августа 1945 года на основании приказа НКО СССР фронт расформирован, полевое управление обращено на формирование управления Барановичского военного округа.

## Командование

### Командующие
- Генерал полковник, с 26 июня 1944 — генерал армии Черняховский Иван Данилович (24 апреля 1944 — 18 февраля 1945);
- Маршал Советского Союза Василевский Александр Михайлович (20 февраля — 26 апреля 1945);
- Генерал армии Баграмян Иван Христофорович (26 апреля — 15 августа 1945).

### Члены Военного совета
- Генерал-лейтенант Макаров Василий Емельянович (24 апреля 1944 — 15 августа 1945);
- Генерал-лейтенант интендантской службы Хохлов Иван Сергеевич (24 апреля 1944 — 15 августа 1945).

### Начальник политического управления
- Генерал-майор Казбинцев Сергей Богданович (24 апреля 1944 — 15 августа 1945).

### Начальник штаба
- Генерал-лейтенант, с 23 августа 1944 — генерал-полковник Покровский Александр Петрович (24 апреля 1944 — 15 августа 1945).

### Командующий БТ и МВ
- Генерал-лейтенант танковых войск, с 15 июля 1944 — генерал-полковник танковых войск Родин Алексей Григорьевич (24 апреля 1944 — 15 августа 1945).

### Начальники артиллерии фронта
Генерал-лейтенант артиллерии, с 15 июля 1944 — генерал-полковник артиллерии Барсуков Михаил Михайлович (май 1944 — май 1945).

## Газета
Выходила газета «Красноармейская правда». Редактор — полковник Фоменко Яков Михайлович (1902—?).